# Andreya Triana
Andreya Triana és una cantant i compositora de soul londinenca.
Va créixer al sud de Londres, amb la seva mare. Als 9 o 10 anys ja es gravava en cintes de cassette i hi superposava melodies. Quan tenia 14 anys, a desgrat, la seva família es va mudar a Worcester. El seu aïllament la va fer centrar-se més en la música, i va aprendre a tocar, de forma autodidacta, el violí, la flatua i el saxo. Posteriorment va estudiar enginyeria de so a la universitat de Leeds, fins que la Red Bull Music Academy es va fixar en ella i li va permetre viatjar a Melbourne (Austràlia), on va col·laborar amb Flying Lotus i el productor Simon Green (també conegut com a Bonobo), fet que va suposar la seva entrada al món de la música professional.
El 2010 va llançar el seu àlbum de debut, Lost Where I Belong, sota el segell discogràfic Ninja Tune i amb el productor Bonobo. El seu primer treball va rebre crítiques majoritàriament positives, tot i que no va destacar en les llistes de vendes. El 2014 va treure l'Extended play Everything You Never Had part II. El seu segon àlbum, publicat el 2015 amb el segell Counter Records, es titulava Giants, i tenia per primer single la cançó Gold. L'àlbum va rebre crítiques majoritàriament positives i va arribar al número 59 de la llista d'àlbums del Regne Unit. El 2019 va publicar el seu tercer àlbum, Life in Colour, un àlbum que contenia tres singles, més energètic que els anteriors i que buscava connectar amb un públic més general. Ha fet nombroses col·laboracions amb músics i bandes com Mr. Scruff, Flying Lotus, Bonobo, Mount Kimbie o Tokimonsta.